# 塔利河 (捷捷列夫河支流)

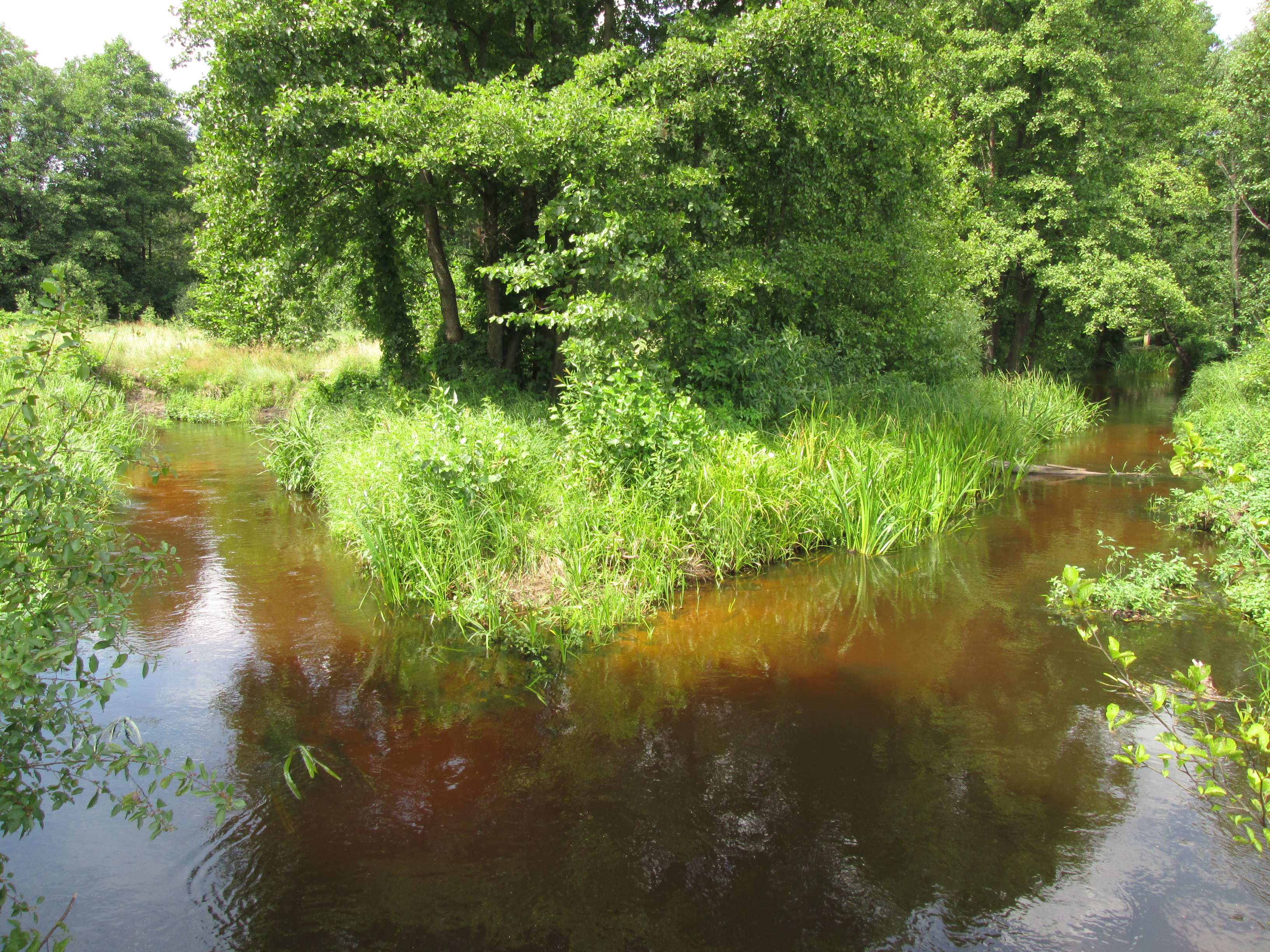

塔利河（烏克蘭語：Таль），是烏克蘭的河流，位於該國中北部，屬於捷捷列夫河的支流，發源自扎哈利齊，流經基輔州，河口處在什皮利以北，河道全長51公里，流域面積357平方公里。